# Leon Lai Yi
Leon Lai Yi (chinês: 赖艺, pinyin: Lài Yì) é um ator chinês nascido em 29 de novembro de 1990), em Ganzhou, Jiangxi. É conhecido por seus papeis coadjuvantes em Amor Eterno, Lenda de Fuyao, A Filha do Fogo e, por seu protagonista, em Soberano Jiu Liu.

## Carreira
Em 2015, o ator teve sua estreia com um papel na série de televisão de fantasia e ação Armor Hero. No mesmo ano, ele também fez seu primeiro papel nos cinemas com o filme de suspense policial A Testemunha, interpretando um policial novato.
Em 2017, Leon Lai Yi tornou-se conhecido pelo público depois de atuar no drama de xianxia de sucesso, Amor Eterno, como Die Feng. Nesse mesmo ano, ele viveu seu primeiro papel como protagonista na série websérie de romance adolescente Hi Flower.
Em 2018, Leon Lai Yi estrelou o drama wuxia A Filha do Fogo, interpretando um antagonista. Ainda em 2018, o ator atuou no drama de fantasia Lenda de Fuyao. O papel de Lai Yi como o misterioso sábio médico Zong Yue ficou bastante popular, aumentando sua popularidade  e o reconhecimento.
Em 2019, Lai estrelou o drama de esportes The King's Avatar como Bao Rongxing.
Em 2020, ele foi escalado como o protagonista do drama histórico de romance Soberano Jiu Liu.

## Filmografia

### Cinema
| Ano  | Título                 | Título Original  | Papel         | Notas         |
| ---- | ---------------------- | ---------------- | ------------- | ------------- |
| 2015 | A testemunha           | 我 是 证人       | Jing Kuang    | [ 10 ] [ 11 ] |
| 2016 | Armor Hero Captor King | 铠 甲 勇士 捕 王 | Nangong Xinyi | [ 22 ]        |

### Séries de televisão
| Ano      | Título                 | Título Original       | Papel         | Notas         |
| -------- | ---------------------- | --------------------- | ------------- | ------------- |
| 2015     | Armor Hero             | 铠 甲 勇士 捕 将      | Nangong Xinyi | [ 9 ] [ 23 ]  |
| 2017     | Amor Eterno            | 三生 三世 十里 桃花   | Die Feng      | [ 5 ] [ 24 ]  |
| 2017     | Hi Flower              | 囧 女 翻身 之 嗨 如花 | Wen Chu       | [ 15 ]        |
| 2018     | Negociador             | 谈判 官               | Xie Xiaotian  | [ 25 ]        |
| 2018     | A Filha do Fogo        | 烈火 如歌             | An Yeluo      | [ 7 ] [ 26 ]  |
| 2018     | Lenda de Fuyao         | 扶摇                  | Zong Yue      | [ 6 ]         |
| 2019     | The King's Avatar      | 全职 高手             | Bao Rongxing  | [ 19 ]        |
| 2020     | Soberano Jiu Liu       | 九流 霸主             | Li Qingliu    | [ 8 ] [ 27 ]  |
| 2021     | Poesia de Amor Milenar | 千古 玦 尘            | Gu Jun        | [ 28 ] [ 29 ] |
| Sem data | Simmer Down            | 好好 说话             | Luo Xiu       | [ 30 ]        |
| Sem data | Love in Flames of War  | 良辰 好景 知 几何     | Mo Weiyi      | [ 31 ]        |